# Електронни пари
Електронните пари (или е-пари) представляват парична стойност, съхранявана и прехвърляна като електронна информация върху различни електронни устройства. Според Директива на Европейския парламент от 2009 г. това е „парична стойност, съхранявана в електронна, включително магнитна форма, представляваща вземане към издателя, която се издава при получаване на средства с цел извършване на платежни трансакции“.
Електронните пари могат да са централизирани, когато има централен контрол върху предлагането им (известни като цифрови валути на централните банки), или децентрализирани, когато такъв няма. Децентрализираните електронни пари са известни и като цифрова валута. Основната разлика между електронни пари и цифрова валута е, че електронните пари не променят стойността на фиатните пари (USD, EUR) които представляват, докато цифровата валута не представлява определени фиатни пари. С други думи, всяка цифрова валута е електронни пари, но не всички електронни пари са непременно цифрова валута.

## Същност
Електронните пари са пари, които се разменят само по електронен път. Обикновено това включва използването на компютърни мрежи, интернет и цифрови системи за съхранение на данни.
Други формални определения за електронни пари могат да се открият в:
- доклада на Банката за международни разплащания в Базел,
- Директива 2000/46/ЕО на Европейския парламент и на Съвета от 18 септември 2000 година относно предприемането, упражняването и надзора над дейността на институциите за електронни пари: „електронни пари“ означава парична стойност, представена чрез претенция към издателя, която:
  - се съхранява на електронно средство;
  - се издава срещу получаване на средства на стойност, не по-малка от тази на издадената парична стойност;
  - се приема за разплащателно средство от предприятия, различни от издателя.
- доклада на Международния валутен фонд „Шест пъзела в електронните пари и електронното банкиране“.

Основните характеристики на електронните пари  са:

1. Те представляват парична стойност посредством дълг на издателя им;
2. Могат да се съхраняват на електронни устройства;
3. Гарантирани са от легално признатите средства за размяна, т.е. парите, издавани от централната банка на страната;
4. Включват механизъм за предварително заплащане на стойността;
5. Конвертируеми са в пари на централната банка;
6. Могат да се използват за разплащания не само с издателя им.
7. Електронните пари се съхраняват в сметки с по-висока степен на киберсигурност.
8. Могат да се изпращат до други лицензирани финансови институции по света

## История
DigiCash е новаторска идея за електронни пари, предложена от Дейвид Чаум през 1990 г.. DigiCash трансакциите са уникални със своята анонимност поради броя криптографски протоколи, разработени от основателя им. DigiCash е обявена в несъстоятелност през 1998 г. и впоследствие активите са продадени на Ecash, друга компания за цифрова валута, която на свой ред е придобита от InfoSpace през 2002 г.
През 1997 г. Кока-Кола предлага мобилни разплащания на свои вендинг машини. През следващата 1998 година се появява PayPal. Следват други системи като e-gold но поради използването ѝ за криминални цели е разследвана от американските власти през 2005. През 2008 се появява биткойн и това се счита за началото на цифровите валути.

## Начин на действие
Картите се зареждат със стойност в клон на банка, чрез банкомат, чрез телефона или чрез компютър с връзка към банка. За зареждането на картата потребителите плащат от своя депозитна сметка или дори чрез внасяне на пари в брой в специално устройство. При плащане получателят на сумата трябва да разполага с устройство-четец за смарткарти (например ПОС терминал), което намалява сумата по баланса на картата и увеличава сумата на устройството на получателя. Напоследък се използват и системи за безконтактни разплащания. Получателят получава сумата в края на деня в рамките на клирингово споразумение, подобно на това, което се използва при кредитните карти или трансакциите с банкомати. Получателят се свързва с мрежата, обслужваща неговите смарткарти, след което неговата банкова сметка се кредитира със съответната сума. Някои системи позволяват прехвърлянията на сумите да стават директно от карта на карта.
Пример за успех на електронните пари е системата „Octopus card“, която започва като система на плащане в транспорта и се превърна в широко използвана електронна система за пари в Хонг Конг. „Oyster card“ е безконтактна предплатена карта за пътуване в транспортната система на Лондон. Сингапур има много подобна на „Octopus card“ електронна карта „FeliCa“ за пътуване в обществения транспорт (влакове, автобуси и др.). Това е смарткарта с RFID изобретена от Sony. В Холандия е въведена национална система за електронни пари Chipknip за общи цели, както и OV-Chipkaart за транзитно събиране на таксата. В Белгия през 1995 г. е основана компания за платежни услуги Proton, собственост на 60 белгийски банки.

## Онлайн платежни системи
- myPOS
- PayPal
- Moneybookers
- WebMoney
- eCash
- CyberCash
- Millicent
- MiniPay
- First Virtual
- WorldPAy
- 2CheckOut

В последните години са въведени и мобилни разплащателни системи като Google Wallet и Apple Pay. В Кения се използва M-Pesa система за прехвърляне на пари чрез мобилни телефони.

### Централизирани системи
Много системи като PayPal, WebMoney, Payoneer, cashU и Hub Culture’s Ven работят директно с крайния потребител, но други системи са само посредници в областта на цифровия валутен обмен.

### Децентрализирани системи
Децентрализирани системи за електронни пари са:
- Ripple monetary system – парична система, която се основава на кредитни мрежи.
- Биткойн (Bitcoin peer-to-peer) – електронна парична система (криптовалута), въз основа на криптографията.
- Loom – система за обмен на цифрово криптирана стока, складови сертификати, които могат да се използват като валута.

## „Твърди“ срещу „меки“ електронни пари
„Твърда“ електронна валута е тази, която не разполага с услуги за оспорване или обратни такси. С други думи, тя поддържа само необратими сделки. Обратната трансакция, дори и в случай на легитимна грешка, неразрешено използване или повреда на продавача за доставка на стоки, е трудна, ако не и невъзможна. Предимството на този режим е, че оперативните разходи на системата са значително намалени, защото не се налага разрешаване на спорове във връзка с плащанията. Тя позволява електронните валутни сделки да се отразяват незабавно, като средствата стават веднага налични за получателя. Това означава, че използването на „твърда“ електронна валута е по-близо до сделката в брой. Примери за това са TokenPay, Pecunix, Western Union, KlickEx и Bitcoin.
„Мека“ електронна валута е тази, която позволява обръщане на плащанията, например в случай на измама или спорове. Обратимите методи за плащане обикновено имат „време за изтриване“ 72 или повече часа. Примери за това са PayPal и кредитната карта.

## Връзка с електронен бизнес и електронна търговия
Все още има въпроси за регулирането на електронните пари, как ще се изкупуват, колко пари в икономиката се разпространяват във вид на електронни пари по целия свят. Още повече, фирмите за интернет бизнес ще се облагат с данъци, когато извършват дейност по целия свят.
Електронните пари не са напълно анонимни, тъй като винаги има компютър и мрежа, която може да бъде проследена. Но хората се притесняват за анонимността. Някои хора може да искат да следят разходите си, ако те са провеждане по бизнес чрез Интернет. Също така, открит е въпросът за възможна престъпна дейност в рамките на системата, като позволява на престъпниците да прекарват незаконни пари по по-лесен начин.